# Abracadabrella lewiston
Abracadabrella lewiston är en spindelart som beskrevs av Zabka 1991. Abracadabrella lewiston ingår i släktet Abracadabrella och familjen hoppspindlar. Inga underarter finns listade i Catalogue of Life.